# Банович, Фрол Моисеевич
Фрол Моисеевич Банович (1893 — 1923, Ялта) — российский виолончелист.
Сын Моисея Лейбовича Бановича, владельца мукомольного предприятия на станции Бакланка. Вместе с братьями и сёстрами начинал учиться музыке у своего дяди Гирша Лейбовича Бановича, военного капельмейстера в Вологде, а с 1896 г. во Владимире.
С 1906 г. учился в Музыкально-драматическом училище Московского филармонического общества у Анатолия Брандукова, подрабатывая выступлениями и уроками. В летнее время выступал в курортных оркестрах в Москве, Курске, Ейске. В 1913—1914 гг. играл в театральном оркестре в Саду «Эрмитаж». В 1915 г. выступил с оркестром, исполнив «Вариации на тему рококо» П. И. Чайковского. Окончив курс училища в 1916 г., приступил к обязанностям младшего преподавателя, однако вскоре был призван на военную службу.
После революции в 1918—1921 гг. работал в Тамбовском музыкальном училище. Выступал как исполнитель-ансамблист, в том числе в составе фортепианного трио (с Александром Полторацким и Марком Реентовичем) и струнного квартета (с Реентовичем, его женой и своей сестрой Марией Банович-Реентович и И. Клейнгольдом). С 1921 г. жил и работал в Москве, играл в составе Персимфанса.
Умер от туберкулёза.
Братья и сёстры:
- Леонид Моисеевич Банович (1880, Сувалки — 1937, Бутовский полигон) — скрипач, учился в Варшаве и Санкт-Петербурге, преподавал музыку в Вологде, в 1913 г. капельмейстер 27-й пехотного Витебского полка, в 1926 г. основал и до конца жизни возглавлял Первый симфонический оркестр гармонистов.
- Абрам Моисеевич Банович (1886 — после 1940) — виолончелист, в 1911 г. участвовал в первом конкурсе виолончелистов в Москве[3], затем преподавал в музыкальных классах Иваново-Вознесенского отделения Императорского Русского музыкального общества[4], после революции руководил музыкальной школой в городе Грязовец, в 1920-е гг. работал в Москве в Государственном институте музыкальной науки[5].
- Мария (Мина) Моисеевна Банович-Реентович — скрипачка, замужем за Марком Реентовичем, с 1918 г. около 40 лет преподавала в Тамбовском музыкальном училище.